# Život sam promjenila
Život sam promjenila je 19. album pjevačice Nede Ukraden izdan za Dallas Records 2003. godine (16. listopada 2002. izdan je u Srbiji za Grand Produkciju). Album je snimljen na hrvatskom jeziku.

## Popis pjesama
- 1. Život sam promjenila

(Franjo Valentić - Marina Tucaković - Franjo Valentić)
- 2. Nisam ti ja bilo tko

(Branimir Mihaljević - Fayo - Franjo Valentić)
- 3. Šteta baš (duet sa Željkom Samardžićem)

(Franjo Valentić - Fayo - Franjo Valentić)
- 4. Kravata

(Branimir Mihaljević - Fayo - Franjo Valentić)
- 5. Kao nekada

(Branimir Mihaljević - Fayo - Franjo Valentić)
- 6. Zora je (2003. remake)

(Đorđe Novković – Marina Tucaković – Mato Došen)
- 7. Ne da, ne da

(Branimir Mihaljević - Fayo - Franjo Valentić)
- 8. Navikla sam da je loše

(Franjo Valentić - Fayo - Franjo Valentić)
- 9. Zavičajna

(Neda Ukraden - Neda Ukraden - Franjo Valentić) 
- 10. Oko moje

(Đorđe Novković – Željko Pavičić – Marina Tucaković)
- 11. Neka ide do đavola

(Franjo Valentić - Fayo - Neda Ukraden) 